# زینب بنت مظعون
زینب بنت مظعون (به عربی: زینب بنت مظعون) اولین همسر عمر بن خطاب بود. او دختر مظعون بن حبیب از قبیله بنی‌جمح قریش در مکه بود.